# Barbee
Bata Adrienn, azaz Barbee (Ózd, 1990. július 15.) magyar énekesnő.

## Zenei karrier
Barbee első albuma 2009. június 4-én jelent meg Popsztár címmel, melynek borítóját a pop-os SP fotózta.
Bemutatkozó videóklipje még 2008-ban az Ébressz fel című dalból készült. A dal zenei producere Rakonczai Viktor, a szöveget pedig Major Eszter írta. A dalhoz készült klipet Indián rendezte, aki többek között a Hooligans klipjeit is készíti. A videó igen népszerű lett a VIVA TV-n, a csatorna hivatalos slágerlistáján elérte az első helyet.
Barbee második videóklipje novemberben jelent meg és a téli hangulatú Hógömb című dalból készült. A dalhoz készült videóklip kedvéért Barbee korcsolyázni is megtanult. Annak ellenére, hogy a videóklip téli hangulatú, még a téli időszak végén is játszották a zenecsatornák, sőt a VIVA Chart-on is elérte a 10. helyet.
2009. január 14-én jelent meg Barbee első internetes klipje, az Ámor nyila. A dalhoz készült videó kizárólag az internetre készült, de a nagy érdeklődésnek köszönhetően a VIVA TV is elkezdte játszani.
2009. április 30-án jelent meg az album negyedik videóklipje, mely a Szívtörő című dalból készült. A klip érdekessége, hogy amíg az eredeti verzió 14. lett a VIVA Charton addig a Late 90's mix verzió elérte a 4. helyet.
2009 októberében pedig megjelent az album címadó dalához készült ötödik videóklip, a Popsztár. A klip egyperces monológgal kezdődik és a forgatás a turai Schossberger-kastélyban történt, ahol Barbee első klipjét is forgatták, az Ébressz fel-t.
2010. április 9-én jelent meg Barbee 6. videóklipje, a Kapj el, amely a második albumának beharangozó dala.
Barbee 2010. június 17-én nyerte meg a Legjobb Női Előadónak járó díjat a Viva Cometen.
A tinicsillag bekerült a STÁB3-ba, amelyben 6 fiatal vett rész: Barbee, Szandy, Ben, Fluor, Nick és Leo.
A Sztárportréban történt interjúban elmondta, hogy a sikerek után egyszer csak szünetet kért, hazaköltözött szülővárosába, majd polgári életet kezdett élni, civil munkát vállalt. Saját bevallása szerint „kicsit besokalltam a zenei szakmától. Több volt a celebeskedés, és kevesebb a zenei produktum… Másrészt, nekem nagyon fontos, hogy tudjuk azt, hogy honnan jövünk… Azt gondolom, hogy a zenében is sok olyan ember van, aki ezt elfelejtette.”
A Barbee produkció viszont 2017-ben újra színre lép, az ígéretek szerint jönnek az új anyagok, lesznek új dalok, külsőleg és zeneileg is megújulás várható. „Nagyon jó dolgok várnak most megvalósításra, és ha lesz a világon legalább egy ember, aki szívesen meghallgatja, már megérte csinálni.”

## Diszkográfia

### Albumok
- 2009 - Popsztár
- 2011 - Szívszilánk

### Videóklipek
- 2008 - Ébressz fel
- 2008 - Hógömb
- 2009 - Ámor nyila
- 2009 - Szívtörő
- 2009 - Popsztár
- 2010 - Kapj el
- 2010 - Kapj el 2 Remix
- 2011 - Forog a föld
- 2011 - Míg a szívünk dobog (feat Snow)
- 2011 - Érezni fáj
- 2012 - Sodor az ár
- 2013 - Holdfény
- 2014 - Emlékkép
- 2016 - Stranger
- 2018 - Nem kapsz több esélyt (feat Burai Krisztián)
- 2019 - Véget ér
- 2020 - Érj hozzám
- 2021 - Csak a pénz (feat Desh)
- 2021-"Múljon a nyár"
- 2024-"Lesz még rosszabb (cover)"
- 2024-"Emlék"

### EP-k
- 2011 - Forog a föld
- 2011 - Míg a szívünk dobog
- 2011 - Ganz Nah Dran
- 2012 - Sodor az ár
- 2013 - Holdfény
- 2014 - Emlékkép
- 2016 - Stranger
- 2019 - Véget ér

#### Slágerlistás dalok
| Év                  | Dal                             | Legmagasabb helyezés | Legmagasabb helyezés   | Legmagasabb helyezés | Legmagasabb helyezés | Legmagasabb helyezés         | Legmagasabb helyezés | Album       |
| Év                  | Dal                             | VIVA Chart           | Mahasz Editors’ Choice | Mahasz Rádiós Top 40 | Mahasz Dance Top 40  | MAHASZ Single (track) Top 10 | EURO 200             | Album       |
| ------------------- | ------------------------------- | -------------------- | ---------------------- | -------------------- | -------------------- | ---------------------------- | -------------------- | ----------- |
| 2008                | Ébressz fel                     | 1                    |                        |                      |                      |                              |                      | Popsztár    |
| 2009                | Hógömb                          | 10                   |                        |                      |                      |                              |                      | Popsztár    |
| 2009                | Ámor nyila                      | 2                    |                        |                      |                      |                              |                      | Popsztár    |
| 2009                | Szívtörő/Szívtörő Late 90's mix | 13/4                 |                        |                      |                      |                              |                      | Popsztár    |
| 2009                | Popsztár                        | 4                    |                        |                      |                      |                              |                      | Popsztár    |
| 2010                | Kapj el                         | 1                    |                        |                      |                      |                              |                      | Szívszilánk |
| 2011                | Forog a föld                    | 1                    |                        |                      |                      |                              |                      | Szívszilánk |
| 2011                | Míg a szívünk dobog             | 1                    |                        |                      |                      |                              |                      | Szívszilánk |
| 2011                | Érezni fáj                      | 1                    |                        |                      |                      |                              |                      | Szívszilánk |
| Összesítés          |                                 |                      |                        |                      |                      |                              |                      |             |
| 1. helyezett számok | 1. helyezett számok             | 4                    |                        |                      |                      |                              |                      |             |
| Top 10-be bekerült  | Top 10-be bekerült              | 8                    |                        |                      |                      |                              |                      |             |
| Top 40-be bekerült  | Top 40-be bekerült              | 9                    |                        |                      |                      |                              |                      |             |

## Elismerések és díjak
- 2009 - VIVA Comet - Legjobb új előadó (jelölés)
- 2009 - BRAVO OTTO - Legjobb új előadó (jelölés)
- 2010 - VIVA Comet - Legjobb női előadó (COMET-gömb)
- 2011 - VIVA Comet - Legjobb női előadó (jelölés)
- 2012 - VIVA Comet - Legjobb női előadó (jelölés)

## Külső hivatkozások
- Barbee hivatalos honlapja